# Kuusalu
Kuusalu är en småköping (estniska: alevik) i landskapet Harjumaa i norra Estland. Kuusalu är centralort i Kuusalu kommun och antalet invånare uppgick till 1 196 vid folkräkningen den 31 december 2011. Kuusalu ligger utmed riksväg 1 (E20) mellan Tallinn och Narva, 36 km öst om Tallinn.

## Fotogalleri

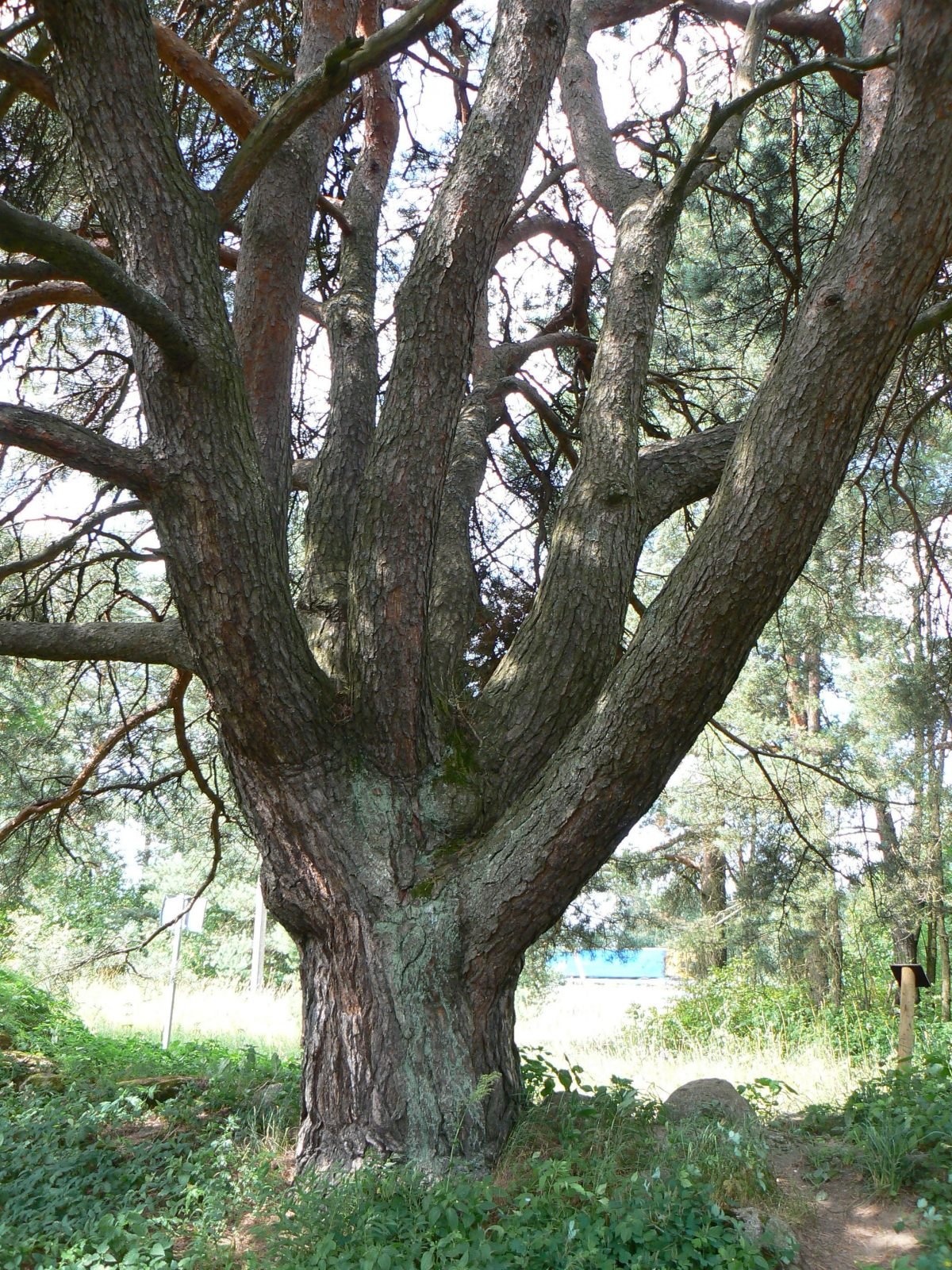
Den sjuarmade tallen i Kuusalu, 11 meter hög och med en omkrets på 2,87 meter
Minnessten över dödade under andra världskriget